# Чеймберс, Эфраим
Эфраим Чеймберс (англ. Ephraim Chambers ), 1680, Кендалл, Уэстморленд  — 15 мая 1740, Лондон) — британский энциклопедист, переводчик и издатель, известен созданием «Циклопедии, или Универсального словаря искусств и наук» (Cyclopaedia, or An Universal Dictionary of Arts and Sciences), одной из самых популярных энциклопедий эпохи Просвещения.

## Биография
Эфраим Чеймберс происходил из простой семьи, родился в Милтоне, недалеко от Кендала, Уэстморленд, Англия. Мало что известно о его ранней жизни, он учился в гимназии Хевершем, затем с 1714 по 1721 год учился и работал подмастерьем картографа и мастера по изготовлению глобусов Джона Сенекса в Лондоне. Именно здесь он разработал план Циклопедии, или Универсального словаря искусств и наук (Cyclopaedia, or An Universal Dictionary of Arts and Sciences).
Свою «Циклопедию» Чеймберс издал в Лондоне в 1728 году в 2-х томах «ин-фолио» (большого формата) с посвящением королю Георгу II. Циклопедия имела большой успех. За эту работу Чеймберс был избран членом Лондонского королевского общества.
Эфраим Чеймберс также основал и редактировал «Литературный журнал» (Literary Magazine) (1735—1736), который в основном публиковал рецензии на различные издания, и переводил с французского научные работы по перспективе и химии (1726—1727), в том числе «Практику перспективы» (l’Usage de la perspective) Жана Дюбрейя. Он также работал с Джоном Мартином над переводом на английский язык «Истории и воспоминаний Королевской академии наук в Париже» (History and Memoirs of the Royal Academy of Sciences at Paris, 1742).
После создания «Циклопедии» Чеймберс оставил службу у Сенекса и полностью посвятил себя совершенствованию энциклопедии. Он поселился в Грейс-Инн (Gray’s Inn), в центре Лондона, где оставался до конца жизни. Чемберс умер в Ислингтоне (Большой Лондон) и как член Королевского общества похоронен в Вестминстерском аббатстве.

## Циклопедия и её историческое значение
Для второго издания «Циклопедии» Чеймберс написал текст под названием «Обсуждение» (Consideration), в котором содержался обзор его работы (текст не сохранился). Он надеялся на дальнейшее развитие энциклопедии при жизни, но этого не произошло. Когда он умер в 1740 году, он оставил материалы для дополнения; под редакцией Джорджа Льюиса Скотта они были опубликованы в 1753 году. С другой стороны, за восемнадцать лет появилось пять изданий «Циклопедии», названной, согласно Словарю Буйе, одной из самых уважаемых в XIX веке. Она была переиздана в 1738 году, и в течение последующих 12 лет переиздавалась ещё по крайней мере 5 раз. Переведена на итальянский язык. В 1778—1788 годах вышло 5-томное расширенное издание, подготовленное Абрахамом Ризом.
В своей речи 1736 года Эндрю Майкл Рамзи, член Великой ложи Франции (Grande Loge de France), объявил о начале публикации «Универсального словаря гуманитарных и полезных наук» (Dictionnaire universel des arts libéraux et des sciences utiles) в Лондоне. В 1745 году французский издатель Андре-Франсуа Ле Бретон получил королевскую привилегию на перевод английской Циклопедии Чеймберса. Для перевода и добавления необходимых комментариев издатель привлёк Дени Дидро и Жана Д’Аламбера. Первый редактировал перевод, второй добавлял статьи по точным наукам. В результате появился оригинальный труд, который мы с тех пор называем Французской Энциклопедией или просто: Энциклопедией.